# أحمد الصافي سعيد
أحمد الصافي بن إبراهيم بن الحاج علي سعيد هو نائب في البرلمان التونسي عن دائرة تونس 2 اسم قلمي للكاتب والصحفي والروائي والسياسي والمحلل والمفكر والمنظرالتونسي أحمد الصافي سعيد المولود في (22 سبتمبر 1953-) بـقفصة في تونس. يعتبر واحدا من أهم رجال الرأي منذ 2011 خاصة بعد انتشار تعبيره «الربيع العربي»  بعد أن أصبح عنوان لمرحلة التغيرات العميقة التي يمر بها العالم العربي.
ترشح للانتخابات الرئاسية التونسية 2014  ثم للانتخابات الرئاسية 2019 فحقق تقدما ملحوضا. فاز في الانتخابات التشريعية 2019 بمقعد في مجلس النواب عن القائمة المستقلة «نحن هنا» بدائرة تونس 2 .

## حياته
في العشرينات من عمره غادر الصافي سعيد تونس إلى الجزائر، درس هناك التاريخ في كلية الآداب وكذلك الصحافة والعلوم السياسية. وفي المعهد الأعلى للصحافة حضر محاضرات ألقاها رجال إعلام بارزون زائرون مثل محمد حسنين هيكل وجون فونتان وجان دانيال وسعد زهران. وتحت تأثير بالمناخ اليساري الذي عم المثقفين في العالم وقتها، أسس في الجزائر مع مجموعة من الشباب العرب والأفارقة حركة «فولنتاريا» (تطوّع) ومن خلالها بدأ تطوافه الكبير بين القارات والمدن الكبيرة.
ذهب إلى أنغولا وقت الحرب الدائرة فيها ثم إلى كوبا والفيتنام والعراق، ووعند انتقاله إلى الأردن تعرض للاعتقال لشكوك تتعلق بعلاقاته اليسارية وزياراته لهذه البلدان. بعد تحريره بمدة قصيرة انتقل إلى بيروت حيث عايش الحرب الأهلية في لبنان بداية من العام 1976 ثم انتمى إلى الصحافة فنشر مقالاته في عدد من أشهر الصحف البيروتية. وفي نهاية الثمانينات استقر في باريس حيث بعث مجلة «الرواق 4». بعدها أصدر مجلة «أفريكانا». عاد إلى تونس فأصدر بالاشتراك مع مجموعة «جون أفريك» مجلة «جون أفريك بالعربية». وبعد ثورة 14 جانفي 2011 أنشأ جريدة «عرابيا» التي كانت انطلاقتها الأولى في شكل مجلة.
ترشح الصافي سعيد كمستقل لانتخابات المجلس التأسيسي في أكتوبر 2011 عن ولاية قفصة ولكنه لم يحقق حلما راوده لفترة وتحمس له بكل جدية للمساهمة في كتابة دستور تونس الجديد.

## المسيرة الفكرية
من خلال مشواره الصحفي والفكري الذي حمله من تونس إلى الجزائر إلى بيروت إلى باريس فتونس مرة أخرى، وعبر مدونة كبيرة قاسمها المشترك أسلوب فريد وإعطاء مجال كاف للخيال لكي يوازي الوقائع التاريخية، يظهر مشروع الصافي سعيد متكاملا يجمع بين الأبعاد السياسية والثقافية والإستراتيجية والمستقبليات دون أن يغفل تفاصيل الحياة الشخصية لصناع القرار والعوامل الإنسانية وبعضا من مناطق الظلال التي يهملها المؤرخون.
من ناحية الكم يعد الصافي سعيد من أغزر التونسيين إنتاجا، حيث نشر 4 روايات وعددا مهما من الكتب السياسية والإستراتيجية والتاريخية. قد يكون أهمها كتابه الموسوعي «خريف العرب» حيث تظهر جليا نظرياته في تفسير تاريخ العرب المعاصر أولا عبر سرد الحرب الدامية بين توأم العروبة والإسلام وهو الصراع الذي أعاق تأسيس الدولة الوطنية في كل البلاد العربية، ثم عبر جدلية البئر والصومعة والجنرال ليخلص إلى «مانيفستو عرابيا». كما عرف كتابه «بورقيبة: سيرة شبه محرمة» رواجا كبيرا حيث يعد اليوم مرجعا أساسيا للباحثين في مسيرة أول رئيس تونسي. تقاطعت عديد من أحداث الثورة التونسية مع ما جاء في روايته «سنوات البروستاتا» التي نشرها بعد أيام فقط من الثورة. وكان قد كتبها قبل سقوط النظام ببضعة سنوات فحملت نبوءة السقوط.

## مسيرته المهنية
كمحرر: مجلة «الهدف»، جريدة «السفير»، مجلة «كل العرب»، جريدة «الشرق الأوسط»، مجلة «المجلة»..
كرئيس تحرير: «وعي الضرورة» النظرية. «الرواق 4» الأسبوعية. مجلة «أفريكانا» الشهرية. «جون أفريك»، بالعربية الشهرية. «جيوعرابيا» الفصلية المختصة في الجيوبولتيك والحضارات. وأخيرا «جريدة عرابيا» الأسبوعية.وايضا محرر في جريده بشيشي الجزائريت التابعه لعلاء.

## مؤلفاته
1. بن بلة يتكلم – 1981
2. مثلث الشياطيني الاستيوائي – 1986
3. سنوات المتاهة: على مذبح القرن 21 - 1994
4. الحمى 42: لا أنبياء ولا شياطين – 1995
5. العتبات المدنسة في الشرق الأوسط - 1999
6. كازينو + (رواية) - 1997
7. بورقيبة سيرة شبه محرمة (بروتريه) - 2000
8. حدائق الله (رواية) - 2001
9. خريف العرب: البئر والصومعة والجنرال – 2005
10. عودة الزمن الإمبراطوري ونهاية الأوطان - 2006
11. سنوات البروستاتا (رواية)- 2011
12. حوارات الثورة - 2011
13. المضاد الحيوي: مخاضات بين زمنين - 2013
14. الإغواء الملكي (رواية) 2013
15. جدل ما بعد الثورة 2014
16. المعادلة التونسية 2014
17. جيوبوليتيك الدم. التاريخ الاسير والجغرافيا المتصدعة - منشورات سوتيميديا تونس 2015
18. سنوات البروستاتا - رواية- طبعة جديدة- منشورات سوتيميديا تونس 2016
19. الكيتش 2016
20. المانيفستو.. النداء الأخير إلى الباي الكبير 2017
21. القذافي... سيرة غير مدنسة 2018
22. المعادلة التونسية رؤية متكاملة 2030/2020
23. جمهورية الخطر الداهم (الديموفوبيا)، 2022